# Eustrotia lugubris
Eustrotia lugubris là một loài bướm đêm trong họ Noctuidae.